# Attagenus apicebrunneus
Attagenus apicebrunneus es una especie de coleóptero de la familia Dermestidae.

## Distribución geográfica
Habita en Kenia, Tanzania y Zimbabue.